# Juridicum
Le Juridicum (en estonien : Iuridicum) est un bâtiment de l’université de Tartu en Estonie.

## Présentation
Le bâtiment a été construit en 1911 en tant que clinique de l'université privée de Rostovtsev. 
L'université privée a mis fin à ses activités en 1918, 
De 1921 à 1922, l'hôpital militaire de Tartu y a fonctionné puis jusqu'en 1944, la 6ème école primaire de Tartu, devenue l'école de Tamme,.
Il a également fonctionné comme bâtiment scolaire après la Seconde Guerre mondiale, lorsque l'ancienne école primaire est devenue le 6ème collège de Tartu et plus tard le 5ème collège. Lorsque cette école a déménagé à Tammelinn en 1964, la sixième école russophone de Tartu a pris place dans le bâtiment, et y a fonctionné jusqu'en 1983.
Le bâtiment a été rénové entre 1994 et 1997, et depuis lors, la Faculté de droit de l'Université de Tartu y fonctionne en utilisant également le bâtiment Näitus 13a de l'autre côté de la rueõigust).
Le 17 octobre 1997, le recteur de l'Université de Tartu Peeter Tulviste et le Premier ministre Mart Siimann ont inauguré le bâtiment Juridicum. 
Le recteur Tulviste a décrit l'introduction du bâtiment d'enseignement comme un symbole du renouveau de l'État de droit, le premier ministre Siimann a lié l'évolution des conditions de travail de la faculté de droit à l'adhésion à l'Union européenne et à la mise en conformité du système juridique estonien avec le droit de l’Union européenne.
Le bâtiment est classé monument culturel.

## Galerie

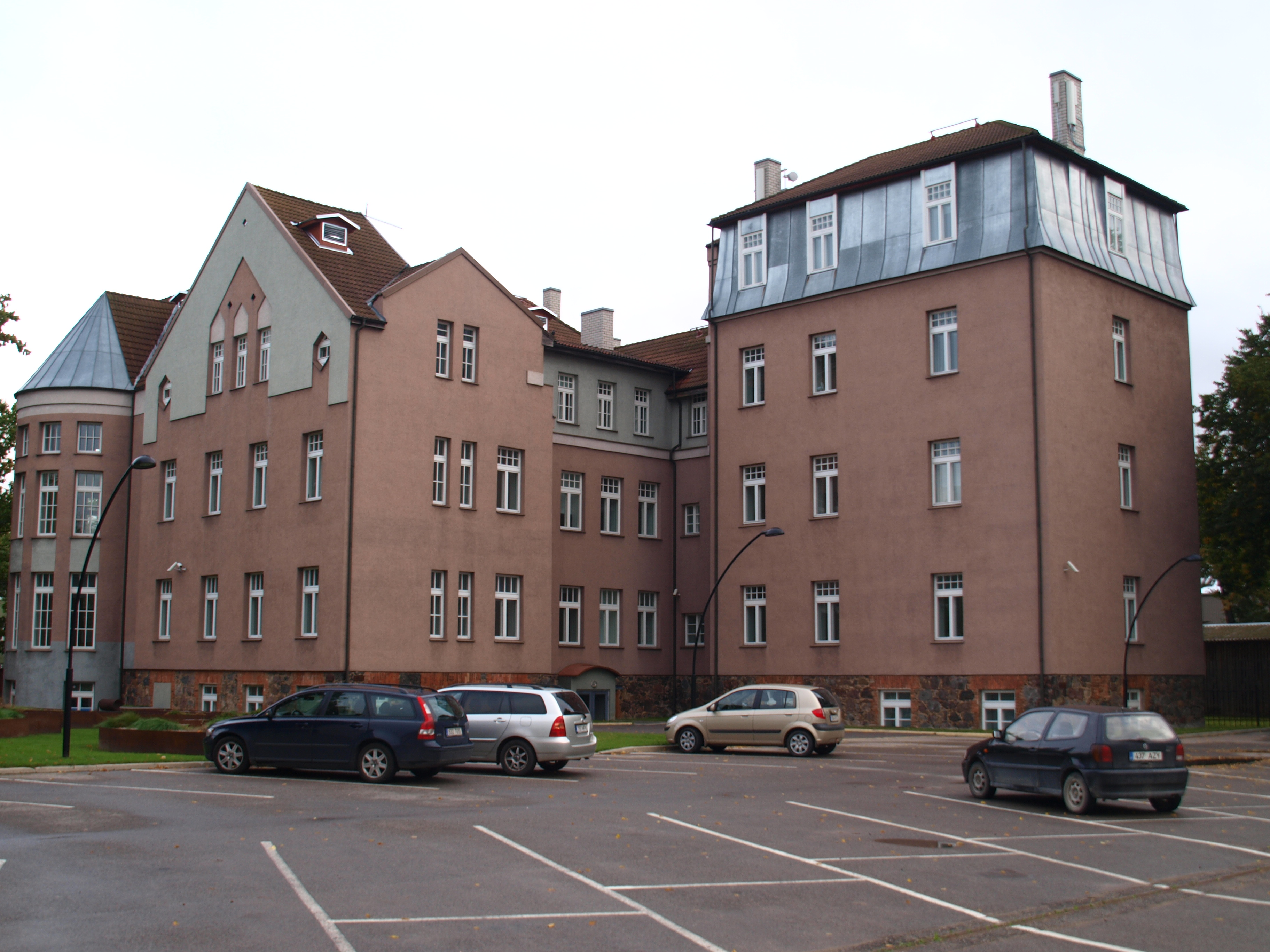
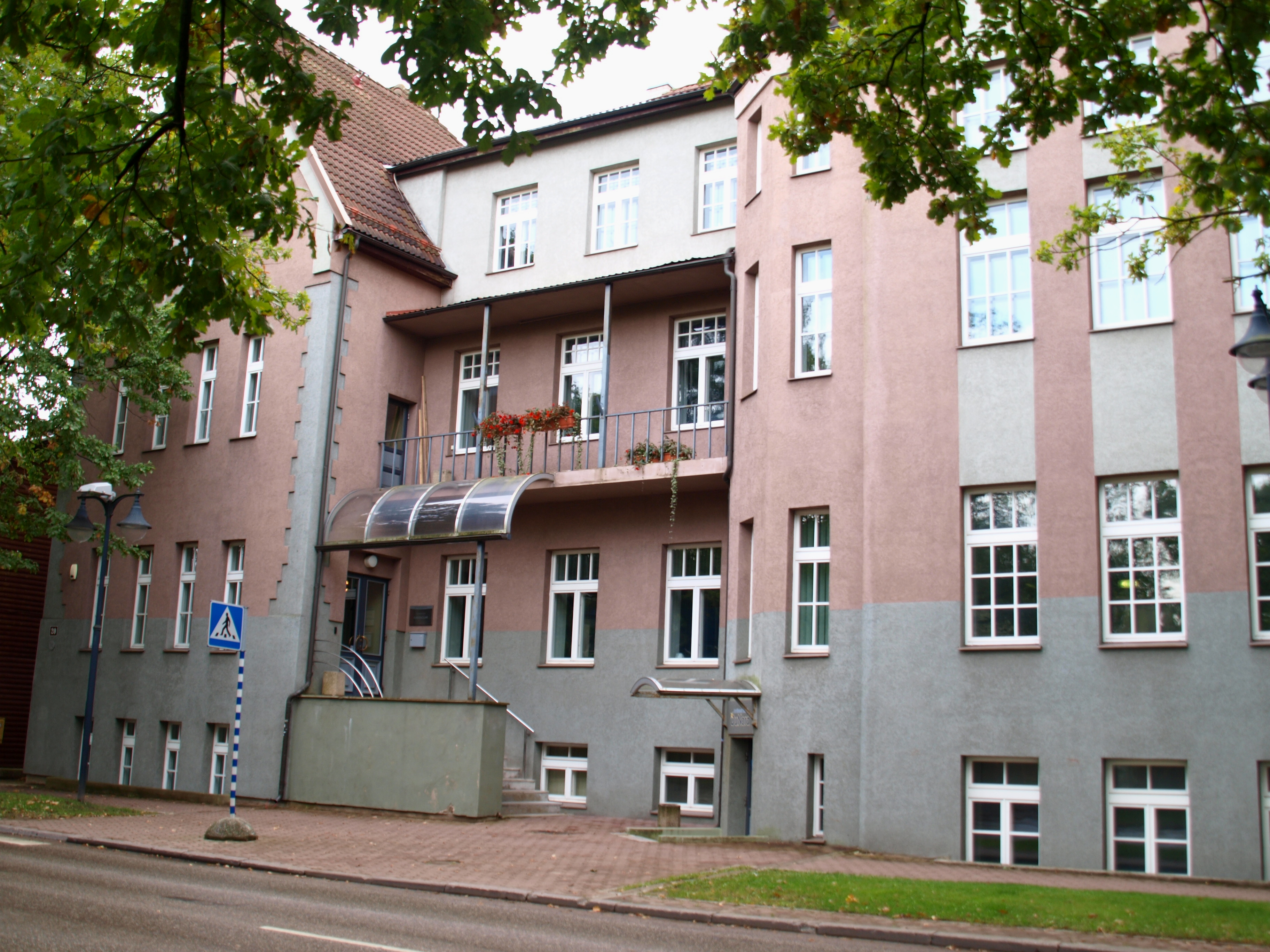

### Liens  externes
- Ressource relative à l'architecture :   - Kultuurimälestiste